# Star Wars Jedi Knight: Jedi Academy
Star Wars: Jedi Knight: Jedi Academy (с англ. — «Звёздные войны: Рыцарь-джедай: Академия джедаев») — компьютерная игра в жанре шутера от первого лица/третьего лица во вселенной «Звёздных войн». Игра издана LucasArts Entertainment в США 17 сентября 2003 года для Microsoft Windows и OS X и в ноябре того же года для Xbox. Является продолжением Star Wars Jedi Knight II: Jedi Outcast.
Версия для Nintendo Switch и PlayStation 4 была анонсирована 4 сентября 2019 года, выход состоялся в начале 2020 года.

## Сюжет
События игры разворачиваются через десять лет после завершения событий фильма Звёздные войны. Эпизод VI: Возвращение джедая. Вторая Звезда Смерти уничтожена, пали Император Палпатин и его ближайший соратник Дарт Вейдер, но Галактическая Империя не намерена сдаваться так легко.
Игрок выступает в качестве студента Академии джедаев Джейдена Корра, который сумел самостоятельно создать световой меч и, следуя давним традициям джедаев, отправился на Явин 4, где расположена Академия джедаев, для изучения Силы. По пути он знакомится с другим курсантом по имени Рош Пенин. Во время захода на посадку корабль оказывается сбит, Джейден и Рош вынуждены пробиваться в Академию через джунгли. Люк Скайуокер спешит им на помощь, а в это время Алора (ученица Тэвион Аксмис) проникает в его записи с перечнем мест, где есть мощные проявления Силы. Добравшись до храма Джейден видит Тэвион (ученицу Десанна) с приспешниками, которые с помощью загадочного скипетра выкачивают Силу из храма.
На совете Люк Скайуокер заявляет, что возникла новая угроза со стороны Возрождённых — последователей Культа древнего лидера ситхов Марка Рагноса, умершего тысячи лет назад. Джедай Кайл Катарн становится учителем Джейдена и Роша. Ученики проходят обучение и получают различные задания с целью оказания помощи жителям Галактики. В противоборстве с членами культа постепенно складывается общая картина. Тэвион удалось завладеть древним артефактом — скипетром Рагноса, который способен впитывать и отдавать энергию Силы. Её цель — воскресить умершего Марку Рагноса, который поведёт ситхов на завоевание Галактики, повсюду сея смерть и уничтожение. Во время одной из миссий пропадает Рош. Пытаясь остановить последователей культа, обследующих покинутую базу повстанцев на Хоте (с целью установить координаты планеты Дагоба, где укрывался великий магистр Йода), Джейден вступает в поединок с Алорой. В бывшей цитадели лорда Вейдера — замке Баст на Вджуне — Джейден вступает в бой с Рошем, которого последователи культа перетянули на свою сторону. Джейден разоружает Роша, но появляется Тэвион. Кайл и Джейден чудом спасаются от Тэвион, которая обрушила на них потолок. При этом Джейден теряет свой меч. В следующий раз Джейден встречает Роша и Алору на Таспире, откуда пришёл сигнал помощи от Роша и здесь перед игроком встаёт выбор одной из двух линий сюжета.

### Концовки
- Игрок остаётся на светлой стороне. Негодующий Джейден прощает Роша, после чего сражает в поединке Алору и летит на Коррибан, где находятся могилы древних ситхов. Вместе с другими студентами-джедаями Джейден зачищает усыпальницу ситхов и через долину попадает в гробницу Рагноса, где Тэвион заявляет ему, что предательство Роша и смерть Джейдена окончательно повернёт Кайла на тёмную сторону силы. Джейден побеждает в поединке с Тэвион, использующей в бою свой скипетр. Перед гибелью Тэвион направляет всю энергию скипетра на могилу Рагноса, и тёмный лорд в виде призрака переселяется в тело Тэвион, после чего Джейдену приходится сразиться в поединке с Рагносом, который вытащил из скипетра свой меч и использует его в качестве поглотителя Силы. После победы Джейден становится джедаем совета.
- Игрок переходит на тёмную сторону. Джейден хладнокровно пронзает мечом безоружного Роша, а после сражает в поединке Алору, отказавшись от её предложения перейти на сторону Тэвион. Рош перед смертью рассказывает Кайлу о происшедшем. Кайл летит на Коррибан, где Джейден зачищает усыпальницу, убивая не только культистов, но и своих бывших товарищей-джедаев, через долину пробирается в гробницу Рагноса и убивает Тэвион, завладевая её скипетром. Затем Джейден побеждает в поединке подоспевшего Кайла и улетает с Коррибана на захваченном им имперском Звёздном разрушителе. Кайл и Люк решают последовать за Джейденом, поскольку чувствуют, что в нём ещё осталось добро, и верят, что его можно будет вернуть на Светлую сторону.

## Геймплей
Игроку даётся возможность создать своего персонажа, выбрав из пяти различных рас, можно указать пол (впрочем оба пола доступны только для людей, родианцы и кел-доры представлены только мужчинами, тви’леки и забраки — женщинами), и выбрать одежду. Можно менять цвет, стиль одежды, внешность.
Также можно выбрать для себя световой меч — от типа рукоятки до цвета клинка, при этом внешний вид светового меча никак не отражается на его характеристиках. Перед третьим циклом заданий игры дана возможность заменить свой меч на новый: на выбор даются стандартный и двухклинковый мечи; также возможен вариант с ношением двух мечей одновременно.
В процессе игры игроку необходимо выполнять разнообразные задания на различных локациях, пользоваться техникой (доступны AT-ST и Свупы), применять различные приёмы фехтования световым мечом и акробатики, «прокачивать» своего персонажа, а также использовать Силу (по мере прохождения игрок может выбирать для себя свои навыки Силы Светлой и Тёмной стороны, например, удар молнии или исцеление). Также игрок может использовать разнообразное оружие от бластерных пистолетов и винтовок до термальных детонаторов.

## Персонажи
Джейден Корр — протагонист игры, недавно поступивший в Академию джедаев. По мере развития событий, протагонисту предстоит сделать выбор между светлой (каноническая концовка) и тёмной (неканоническая концовка) сторонами Силы. Позже становится Мастером-Джедаем и членом совета.
Рош Пенин — друг и «сокурсник» главного героя. Во время обучения между ним и Джейденом возникает соперничество. В зависимости от выбора игроком стороны Силы он может выжить или умереть от руки Джейдена.
Тэвион Аксмис — главный антагонист игры. Изначально ученица Десанна — тёмного джедая из Jedi Knight II: Jedi Outcast. Была оставлена в живых Кайлом Катарном, и поэтому она жаждет мести ему и всем джедаям за их милосердие. Является главным последователем воскрешения древнего лорда ситхов Марка Рагноса с помощью принадлежавшего ему когда-то скипетра тёмной Силы. Была убита Джейденом, после того как в её тело вселился дух Марки Рагноса.
Алора — краснокожая ситх-твилек, ученица Тэвион. По сюжету игры всячески препятствует Джейдену. На Хоте сражается с ним, но потом сбегает. На Таспире погибает в поединке с Джейденом.
Кайл Катарн — учитель Джейдена Корра и Роша Пенина. Сопровождает Джейдена в нескольких заданиях. Если выбрать в конце игры Тёмную Сторону Силы, то в финальном сражении Джейден будет с ним сражаться.
Люк Скайуокер — в геймплее никак не участвует, но появляется в заставках. Глава Академии джедаев.
Марка Рагнос — лорд ситхов, умерший пять тысяч лет назад. Был воскрешен его последователями — Тэвион и её приспешниками, для того чтобы установить власть Ситхов в Галактике. Он появляется только в последней миссии игры. Если игрок остался на светлой стороне силы, то он вселяется в Тэвион и начинает сражаться с Джейденом в её образе. В случае выбора Тёмной стороны, Джейден убивает Тэвион до воскрешения Марки Рагноса. По сюжету дух Марки Рагноса смог спастись.
Боба Фетт — единственный противник в миссии по уничтожению оружия на планете Орд Мантелл, он попытается убить Джейдена, минирующего склады с оружием. В финале миссии Джейдену приходится вступить с ним в бой.
Рекс Джорис — коррумпированный комендант имперской базы на планете Досуин, по приказу его люди захватывают Джейдена в плен. Страдающий от скуки Джорис освобождает Джейден из тюрьмы, предлагая вернуться на свой корабль. В финале миссии, Джорис поджидает Джейдена в ангаре, и ему приходится его победить в поединке.

## Технические данные
Разработана Raven Software на движке игры id Software Quake III, написана на языке С. Модели игрока и NPC моделировались в SoftImage XSI, остальное в 3D Studio Max 5.1, уровни игры создавались в редакторе GtkRadiant. В игре используются как вставки на движке, так и заранее отрендеренные сценки, изготовленные компанией Creat studio.

## Рецензии и отзывы
| Сводный рейтинг       | Сводный рейтинг        | Сводный рейтинг        |
| Издание               | Оценка                 | Оценка                 |
| Издание               | PC                     | Xbox                   |
| --------------------- | ---------------------- | ---------------------- |
| GameRankings          | 80,18 %                | 75,22 %                |
| Metacritic            | 81/100 (34 обзора)     | 76/100 (30 обзоров)    |
| MobyRank              | 77/100                 | 76/100                 |
| Иноязычные издания    |                        |                        |
| Издание               | Оценка                 | Оценка                 |
| Издание               | PC                     | Xbox                   |
| 1UP.com               |                        | B-                     |
| AllGame               | [ 9 ]                  |                        |
| Eurogamer             | 7/10                   | 6/10                   |
| Game Informer         | 8,5/10                 | 8/10                   |
| GameSpot              | 8,4/10                 | 8,1/10                 |
| GameSpy               | [ 16 ]                 | [ 17 ]                 |
| GameZone              | 9/10                   | 8,2/10                 |
| IGN                   | 8,8/10                 | 8/10                   |
| OXM                   |                        | 7/10 (7,7/10 UK)       |
| PC Gamer (UK)         | 70/100                 |                        |
| PC Gamer (US)         | 86/100                 |                        |
| TeamXbox              |                        | [ 13 ]                 |
| XboxAddict            |                        | 82 %                   |
| Русскоязычные издания |                        |                        |
| Издание               | Оценка                 | Оценка                 |
| Издание               | PC                     | Xbox                   |
| Absolute Games        | 70 %                   |                        |
| PlayGround.ru         | 8,5/10                 |                        |
| «Домашний ПК»         | [ 26 ]                 |                        |
| «Игромания»           | 8,0/10                 |                        |
| Награды               |                        |                        |
| Издание               | Награда                | Награда                |
| Домашний ПК           | Выбор редакции журнала | Выбор редакции журнала |
| IGN                   | Editors' Choice (PC)   | Editors' Choice (PC)   |

ПК и Xbox версии игры были хорошо приняты. Версия ПК по мнению Metacritic имеет совокупный балл 81 из 100, основанный на тридцати четырёх обзорах, а версия Xbox имеет совокупный балл 76 из 100, основанный на тридцати обзорах. GameRankings поставил версии ПК 80,18%, на основе пятидесяти одного отзыва, а версия Xbox 75,22%, на основе сорока пяти обзоров.

### PC
Положительные отзывы были высоко оценены тем фактом, что в отличие от Dark Forces II и Jedi Outcast, игроки могут использовать световой меч с самого начала. Game Over Online поставила игре 92% и прокомментировала: «Вы начинаете игру сразу со световым мечом, вместо того, чтобы пробираться через шесть сложных уровней, для того чтобы получить свой световой меч, как мы это делали в Jedi Outcast. Критики похвалили интерфейс светового меча и параметры создания персонажа. Эрни Халал из Gaming Age дал игре A-, написав: «Вы можете выбирать не только пол и расу своего персонажа, но также, какие силы и стили борьбы вы будете совершенствовать. Приключенческие игры от третьего лица, редко предлагают такое создание».
Критики отметили, что, несмотря на свой возраст, движок Quake III используется хорошо. PC Gamer UK поставил игре 70 из 100 и написал: «Движок, который и без того новаторский, отлично показывает свечение светового меча и смуглый металлический фон слоёв». Однако некоторые критики отметили, что движок выглядит устаревшим.
Мультиплеер, в частности режим осады, был принят хорошо. Музыка, звуковые эффекты и озвучивание также получили признание, хотя некоторым критикам показалось странным, что все пришельцы говорят по-английски.
Сюжет и дизайн уровней получили смешанные реакции. Некоторые критики оценили уровни по-разному (как по длине, так и по содержанию). GameZone поставил игре 9 из 10, и написал: «Одни — быстро взрываются, некоторых можно бить десять или больше минут. Другие могут занимать долгие часы. Изменение темпа очень освежает». Изданием сюжет был описан как «великий», а изданием Gaming Age сюжет был описан как «серьёзный». Стиву Ноутсу из IGN не понравился сюжет, понимая, что «Jedi Outcast был более удовлетворительным с точки зрения участия в сюжете. Jedi Academy предлагает больше действий, но он не может использоваться в качестве надёжного стержня, как предыдущая игра».
Game Over Online критично относится к структуре миссий, написав: «Эти назначенные виды миссий свободной формы только лишь служат для ослабления сюжетной линии. Это также приводит к разрозненности миссий, которая кажется скорее прогулкой, чем действительным развитием сюжета». Однако Грэйг Бирс из GameSpot похвалил структуру миссий: «Jedi Academy отлично работает с балансом своих миссий». IGN также похвалил структуру миссий и саму игру: «Приятно, что игра предлагает серию довольно коротких и относительно несвязанных миссий с самого начала. Это отличный способ, чтобы был облегчён доступ к окружению и сражениям с мечами, пока не поднимется уровень мастерства».
ИИ игры раскритиковал PC Gamer UK и назвал его смешным: «Каждая встреча наполнена слишком глупыми людьми, которые не понимают, что побег или что-то  вроде прикрытия будет лучшим вариантом. Jedi Academy не требует много навыков для игры. Этого же  мнения придерживается и GameSpot: «Штурмовики обычно просто стоят на месте и стреляют в вас. Темный джедай бежит на вас, даже после того, как четверо его собратьев пали ужасной смертью. Иногда вы можете увидеть, как враг случайно убивает себя, падая с обрыва или падая в лаву, враги даже не будут укрываться или даже не смогут отбросить тепловой детонатор, брошенный вами».
Несмотря на критику ИИ,  Грэйг Бирс из GameSpot поставил игре 8,4 из 10, написав: «Ему удается взять все забавные элементы от своего предшественника и значительно расширить их, чтобы создать захватывающую новую экшн-игру согласно своему верному направлению». Стив Батс из IGN поставил игре 8,8 из 10 и присвоивший ей премию «Выбор редакции». Он написал: «Если вам нравятся Звездные войны, то подумайте, что вокруг есть удобные места, из которых выходят штурмовики и тёмные джедаи, обрывающие веселье, тогда это игра определенно для вас». Кристэн Рид из Eurogamer был менее впечатлен, поставив игре 7 из 10, и написал: «Суровая реальность — это когда всем элементам предстоит проделать большую работу, прежде чем LucasArts сможет похвастаться тем, что создал конечный шутер Звездных войн. Конечно, он самый лучший, но с некоторым часто смешным ИИ и скрипучей техникой, лежащими в недостатках, которых  можно увидеть во всём».

### Xbox
Кевин Гиффорд из 1UP.com поставил Xbox версии B-. Он похвалил добавленную поддержку Xbox Live и возможность использовать световой меч. Однако он назвал графику устаревшей по нынешним стандартам Xbox, заявив, что играя в режим от первого лица, игра больше похожа на двухлетний компьютерный шутер, чем на современную игру про Звёздные войны. Он пришел к выводу, что «Xbox Live заставляет Jedi Academy по крайней мере привлекать онлайн-игроков, но в остальном эта игра достойна для поклонников Звездных войн». Кристэн Рид из Eurogamer  также был немного не впечатлен, поставив игре 6 из 10, критикуя управление: «Как и в случае с версией ПК, вы по-прежнему находитесь в битве и циклически двигаетесь, в то время как многочисленные злодеи заняты вами, для того чтобы погубить вас». Он также критиковал ИИ и графику, говоря следующее: «Хорошо видеть, что Xbox Live добавляет это вовремя, но мы разочарованы тем, что после всех этих лет LucasArts все еще цепляется за это, таким образом злоупотребляя брендом Star Wars. Здесь есть несколько хороших идей, которые не были реализованы, и мы снова остаемся в ожидании появления окончательного шутера Звездных войн».
IGN был более впечатлен, поставив игре 8 из 10. Несмотря на то, что они раскритиковали графику и частоту кадров, и обнаружили, что игра уступает Jedi Outcast. Обзорщик Стив Батс высказал: «В течение 15 или более часов продолжения, мне понравилась Jedi Academy». Грэйг Бирс из GameSpot поставил игре 8.1 из 10. Он похвалил отображение элементов управления ПК версии на Xbox Controller и реализацию Xbox Live, но, как и IGN, он критиковал частоту кадров. Он пришёл к выводу, что «игра выглядит не очень хорошо, но она отлично подходит для Xbox — для тех, кто предпочел бы играть на консоли. Он даже подходит тем, кто не знаком со вселенной Звёздных войн и просто хочет простого экшена. В общем, Jedi Knight: Jedi Academy высоко рекомендуем». Ник Валентино из GameZone поставил игре 8.2 из 10 и был особенно впечатлен использованием Xbox Live: «Самое большое привлечение — то, которое заставило меня играть множество раз, — это тот факт, что режимы многопользовательской игры также можно играть онлайн, используя поддержку Xbox Live. Вы можете начать поединок против других игроков Xbox, используя любой из семи режимов многопользовательской игры и даже говорить между собой, используя Xbox Communicator. Вот ваш шанс увидеть, действительно ли вы хороши в световых мечах».